# 화성-7형
《화성-7》형 또는 노동 미사일은 조선민주주의인민공화국이 개발한 1단계 이동식 액체추진 중거리 탄도 미사일이다. 노동(蘆洞)은 함경남도 함주군 로동리에 있는 마을 이름으로, 미군의 정찰위성이 1990년 5월에 처음으로 이 미사일을 발견한 장소이다. 해당 지도는 대한민국에서 쓰는 이북5도식 행정구역에 따른 것이므로 문화어가 아닌 표준어에 따라 '노동'이라고 부르는 것이 타당하다. 최초의 보고서도 NO DONG으로 표기되어 있다. 1993년에 조선민주주의인민공화국은, 비록 미사일은 동해바다에 아무 피해없어 떨어졌지만, 혼슈를 향해 미사일 시험발사를 해서 일본을 놀라게 하였다.

## 조선민주주의인민공화국판 폴라리스
조선민주주의인민공화국의 로동 1호와 무수단 미사일은 조선민주주의인민공화국판 폴라리스로 볼 수 있다. 로동은 러시아의 R-21, 무수단은 R-27을 베낀 것인데, 1960년대부터 1980년대 말까지, 미국 해군은 UGM-27 폴라리스 A1, A2, A3를 사용했고, 이에 대응해 소련 해군은 R-21(로동), R-27(무수단)을 사용했다.

## 상세

### 개량형
- 로동1호 - 무게 6톤, 사거리 500 km, 탄두중량 700 kg인 화성 6호(스커드C) 미사일의 탄두중량을 줄여 무게 6.4톤, 사거리 800 km, 탄두중량 500 kg의 로동1호(화성 7호)를 개발함. 스커드D라고도 부름
- 로동2호 - 탄두중량 1톤, 사거리 1,000 km
- 로동3호 - 탄두중량 1톤, 사거리 1,500 km[1]

로동 2호, 로동 B호(무수단), 로동 X호로 불리는 개량형들이 개발되었다. 리비아와 시리아는 로동 1호를 보유한 것으로 보인다. 그리고 개량형들은 이란의 사하브 3호와 파키스탄의 가우리 미사일의 기초가 된 것으로 보인다.
한국 언론에서는 "2010년 기준으로, 사거리 1,300 km의 로동 200발, 사거리 3,000 km의 무수단 50발을 보유했다"고 표현한다.
로동과 마찬가지로, 러시아에서 잠수함 발사용 핵탄도미사일로 개발된 로동 B호(무수단)은 로동보다 크기와 무게가 작아졌음에도 사거리는 2배 이상 늘어 3,000 km나 된다.

### 전용 핵미사일
러시아의 R-21을 베낀 로동과, R-27을 베낀 무수단은 모두 전용 핵미사일이다. 재래식 탄두는 사용하지 않는다. R-21에는 핵탄두 1개, R-27에는 핵탄두 3개가 탑재된다. 러시아에서, 스커드는 재래식탄두, 핵탄두 겸용으로 개발되었지만, 로동과 무수단은 핵탄두 전용으로 개발된 미사일이다.
조선민주주의인민공화국이 현재 몇발의 핵탄두를 보유했는지는 알 수 없으나, 2010년 기준으로 배치수량으로 알려진, R-21 200발과, R-27 50발이면, 최대 350발의 핵탄두라는 계산이 가능하다.
R-21 사용국은 러시아, 조선민주주의인민공화국, 파키스탄, 이란으로 모두 핵보유국 또는 핵보유 의심국이다. 원래 잠수함 발사용 핵탄도미사일이 R-21인데, 재래식 탄두를 탑재한다는 주장도 있다.

### 인공위성
로동 1호는 조선민주주의인민공화국 최초의 인공위성이라는 광명성 1호를 쏘아올린 대포동 1호의 1단 추진체로 사용되었다.

## 성능
1999년에 실전배치된 파키스탄의 가우리 2호는 조선민주주의인민공화국의 로동 1호와 쌍둥이 미사일로 밝혀졌다.
이란의 샤하브-3 미사일의 새버전은 5개의 MIRV 탄두(280 kg/620 lb)를 장착하여, 독자적인 목표물 5곳을 동시에 공격할 수 있다. 샤하브-3 미사일은 2006년부터 고체연료 로켓을 사용한다.
조선민주주의인민공화국의 미사일은 GPS가 없어서 CEP가 수백미터에 이른다고 알려졌으나, 파키스탄의 가우리 2호는 GPS를 사용한다. 조선민주주의인민공화국에서는 KN-02 미사일의 CEP가 가장 정밀하다.

## 블루 스패로 미사일
로동 미사일이 중동에 수출되자, 이스라엘은 F-15 전투기에서 발사되는 모의 로동 미사일인 블루 스패로 미사일을 개발해, 탄도미사일 요격실험을 했다. 초소형 인공위성 발사, 인공위성 요격도 가능하다.

## 시험발사
- 1990년 6월 3일 미국 정찰위성이 조선민주주의인민공화국 로동 인근에서 신형 중거리 탄도 미사일을 포착했다는 사실이 널리 알려졌다. 6월 4일 노태우 대통령과 고르바초프 대통령이 역사적인 샌프란시스코 한소 정상회담을 가졌다.

- 1990년 6월 로동 미사일을 평안남도 은천읍 고정시설 발사대에서 시험발사했으나, 폭발했다. 미국 정찰위성이 발사장이 폭발한 것을 촬영했다.

- 1991년 7월 조선민주주의인민공화국이 중국 감숙성 은천 미사일 기지에서 사정거리 800km의 중거리 다탄두(MIRV) 탄도 미사일을 시험발사하는데 성공했다는 보도가 나왔다. 중국의 원조로 개발한 것으로서, 발사시설은 중국이 대여했다. 조선민주주의인민공화국은 1988년 이후 90명의 과학자를 은천 핵로켓기지에 파견, 중국으로부터 핵실험 기술 및 미사일발사 기술을 배웠다. 미사일 실험을 성공한 것으로 보아 핵실험 기술 습득도 완료한 것으로 보인다. 또한 중거리 미사일 개발을 위해 230명의 육해공군 무기 전문가들을 중국 요동반도에 있는 대연 해군기지에 파견해 연수중이라고 일본 월간 센타쿠지가 1991년 12월 6일 보도했다.[2]

- 1993년 5월 29일 로동 1호를 동해를 향해 시험 발사하는데 최초로 성공했다. 500km를 날아 일본의 노토반도 전방의 목표물을 상당히 정확하게 명중시켰다.[3] 함북 화대군 대포동 미사일 기지에서 4발을 발사, 1발은 100km, 1발은 500km의 동해상 목표물에 명중했으며, 조선민주주의인민공화국 군함 2척이 동해에서 관측했다. 2발은 100km 이내에 떨어졌다.

- 2006년 7월 5일, 깃대령 미사일 기지에서 로동미사일 4발을 발사했다. 400 km 정도를 비행했다. 무수단리 미사일 발사장에서 대포동 2호를 발사했다. 대포동 2호는 실패했다. 스커드와 로동이 똑같이 400 km 떨어진 목표물을 명중하더라도, 비행속도가 매우 달랐다고 한다. 기존의 이른바 '노동 1호'를 개량한 새로운 미사일의 발사시험으로 보인다. 사거리가 1,350~1,500Km로 추정되는 이 미사일은 파키스탄의 가우리 미사일과 이란의 샤하브-3 미사일과 흡사해 기술 이전 의혹이 일기도 했다.[4]

- 2014년 3월 26일 새벽 2시 35분과 2시 45분에 평양에서 북쪽으로 약 60km 떨어진 평안남도 숙천군에서 이 미사일을 발사했다. 2발 모두 650km를 비행해 동해 일본방공식별구역에 떨어졌다. 한미일 3국 정상이 네덜란드 헤이그에서 3국 정상회담을 갖고 북핵문제를 논의한 날이다. 평안남도 증산군과 숙천군 등 군사분계선 북방 90~120km 지역에는 사거리 이 미사일 300여 기 이상을 배치해 놓고 있다.

- 2016년 3월 18일 새벽 5시 55분과 6시 15분에 평안남도 숙천에서 이 미사일을 발사했다. 첫번째는 최고고도 200km, 거리 800km로 동해 일본방공식별구역에 떨어졌다. 두번째는 9km를 날아가다 고도 17km에서 폭발했다.

## 이란
2016년 3월 10일, 조선민주주의인민공화국 김정은이 직접 참관하여 탄도 미사일 발사시험을 하였다. 사진에는 김정은 앞 탁자 위에 "전략군 화력타격계획"이란 제목이 붙은 지도까지 실렸다. 황해북도 황주군에서부터 동해상으로 두 줄의 탄도미사일 비행궤적이 그려져 있었다. 탄도미사일의 사정거리가 500 km임을 의도적으로 알렸다. 최신형 고체연료 로동 미사일의 시험발사를 김정은이 직접 참관하고, 대대적으로 전세계에 공개해 과시한 것으로 보이는데, 한미당국은 이 미사일이 정확히 어떤 미사일인지 판단하지 못했다. 이란에는 사거리 500 km인 키암 1호 최신형 탄도 미사일이 있다.
2016년 3월 24일, 조선민주주의인민공화국 조선중앙TV는 거대한 화염이 분출되는 로켓 엔진을 공개하면서, 고체연료를 쓰는 로켓 엔진 개발에 성공했다고 주장했다.
2016년 3월 29일, 미국 항공우주연구기관 에어로스페이스의 존 실링 연구원은 38노스 기고문에서, 최근 공개한 고체연료로켓 연소시험 사진을 분석했다. 로켓 엔진 지름 1.25m, 길이 3m, 추력 15∼20t으로 추정했다. 1단 액체연료 로동 미사일을 대체할 만한 2단 고체연료 탄도 미사일의 1단으로 사용될 수 있을 것이라고 보았다.
2016년 4월 19일, 이스라엘 피셔항공우주전략연구소 탈 인바르 우주연구센터장은 미국 하원에서 열린 세미나에서, 조선민주주의인민공화국 조선중앙TV에서 공개된 조선민주주의인민공화국 고체연료 추진체의 지름이 1.25ｍ인 점 등은 이란의 탄도미사일 세질과 제원면에서 같다면서, "조선민주주의인민공화국이 세질의 기술력을 직간접적으로 받아들여 해당 추진체를 개발했을 것"이라고 추정했다.
2016년 7월 13일, 한국이 사드 배치를 공식발표했다.
2016년 7월 19일, 한국이 사드 배치를 발표한 지 6일만에, 조선민주주의인민공화국이 보복성 의미로 로동 미사일을 발사했다. 새벽 5시 45분부터 6시 40분께까지 황해북도 황주군 일대에서 동해상으로 탄도미사일 3발을 발사했다. 비행거리는 500 km, 600 km, 한 발은 실패로 보인다고 한국 합참이 발표했다. 그러나, 한미당국은 고체연료 로동인지는 확인해주지 않았다.

## 운용국가
- 조선민주주의인민공화국 화성 7호
- 이란 샤하브-3
- 파키스탄 가우리 2호
- 이집트
- 리비아

## 같이 보기
- 이란의 샤하브-1 - 조선민주주의인민공화국의 화성 5호 - 스커드 B 미사일
- 이란의 샤하브-2 - 조선민주주의인민공화국의 화성 6호 - 스커드 C 미사일
- 이란의 샤하브-3 - 조선민주주의인민공화국의 화성 7호 - 로동 1호 미사일
- 이란의 샤하브-4 - 조선민주주의인민공화국의 대포동 2호
- 현무 미사일 - 대한민국의 최장거리 지대지 탄도 미사일이다.
- 로동 2호
- 대포동 1호 - 로동 1호를 1단 추진체로 사용한다.
- 블루 스패로우 미사일

## 참고 문헌
- Center for Non-proliferation Studies, North Korea's Ballistic Missile Program
- Claremont Institute, MissileThreat.com, No-dong 1
- GlobalSecurity.org, Nodong-1
- National Threat Initiative, Nodong: Overview and Technical Assessment
- An Analysis of the North Korean Nodong Missile,